# 中巴布亞省
中巴布亚省是西巴布亚中部的印度尼西亚省份，于2022年11月11日析自巴布亚省。面积 61,072.92 km 2 ，估计2022年中人口 1,430,951 人。西与印度尼西亚西巴布亚省接壤，北与巴布亚省接壤，东与高地巴布亚省和南巴布亚省接壤。首府纳比雷县。中巴布亚省北部和南部濒临海洋。纳比雷位于印度尼西亚巴布亚中部北部。低地地区毗邻直落仙德拉瓦西国家公园，有高海洋旅游潜力，分布着珊瑚礁、白色沙滩和自然栖息地的鲸鲨。中巴布亚省南部大部分地区是沼泽地，阿马马帕雷和蒂米卡港也在南部。巴布亚中部地区以查亚维查亚山脉为主，其中包括印度尼西亚最高峰查亚峰。这座山脉也是由自由港印度尼西亚公司运营的格拉斯伯格金矿的所在地。省界大致沿着 Mee Pago 文化区和 Saireri 的部分划定。

## 历史

### 蒂多雷苏丹国
自18世纪以来，米米卡县西部地区一直是蒂多雷苏丹国“乌利西瓦”势力对巴布亚岛西南海岸影响最远的地区。该地区主要受到三大族群的影响：Kowiai 族、Kamoro 族和阿斯马特族。建立起来的奴隶、铁器、衣服和身体装饰品的贸易关系对当地居民产生了很大的影响，使用摩鹿加起源的头衔，包括 raja、major、kapitan 和 orang tua 以及伊斯兰文化，人们直到20世纪50年代才开始戴头巾和有不吃猪肉的习俗。地区贸易中心是 Kipia，由 Naowa 领导，他从 Lamora 获得了国王的头衔，Namatota（Koiwai）国王。Kipia 领导 Tarya We Kamoro 村庄联盟，其他成员包括 Poraoka、Maparpe 、Wumuka 、Umar 和 Aindua。他们之合作，是因为该地区缺乏西米，并用从贸易中获得的独木舟和 minaki 来威胁东部更肥沃的地区。与此同时，在东部发生了 Tipuka 战争，在 Mware、Pigapu、Hiripau 和 Miyoko 联盟的协助下，Tipuka 村庄被 Koperapoka 摧毁，被认为是对 Tipuka 绑架人口进行贸易的报复。随荷兰殖民主义的加强、天主教传教士和中国商人进入，来自摩鹿加群岛的贸易关系和影响逐渐消失。

### 荷属东印度群岛

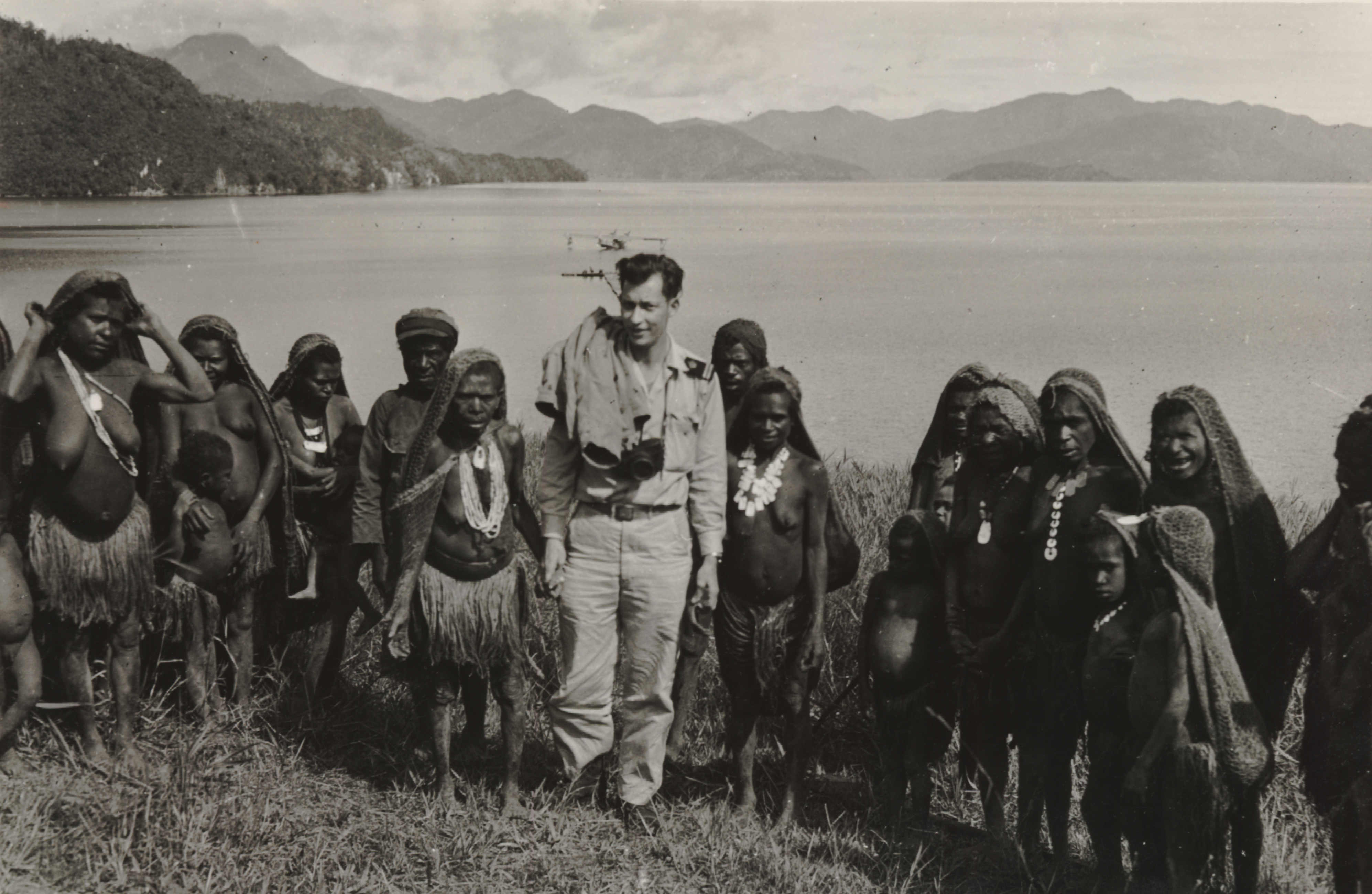
殖民官员 J.V. de Bruyn 与维塞尔梅伦的 Ekari (Mee) 部落并肩作战

中巴布亚内陆居住着 Mee（Ekari）和 Moni 等部落。这些土著社区最初被外界发现是在 1930 年代，飞行员 Frits Julius Wissel 飞越该地区，发现了 Mee 部落居住的三个大湖，被命名为帕尼艾湖、Tigi 湖和 Tage 湖，荷兰人将该地区称为维塞尔梅伦和维塞尔湖。在殖民时代之后，帕尼艾比维塞尔梅伦使用得更广泛。
1949年12月27日圆桌会议期间。荷属东印度群岛政府下令荷属东印度群岛控制的巴布亚领土将由新几内亚总督管辖。1952年，新几内亚成为荷兰的海外省 。1952年5月10日，荷属新几内亚被分为4个 Afdeling，中新几内亚区是其中之一，并将维塞尔梅伦列为 onderafdeling 区。异于其他地区，中新几内亚 Afdeling 区没有首府。1954年新几内亚政府进一步重组，新几内亚中部 Afdeling 暂时直接受 Geelvinkbaai （现鸟头湾）驻地管辖。 

### PT 自由港印度尼西亚进入

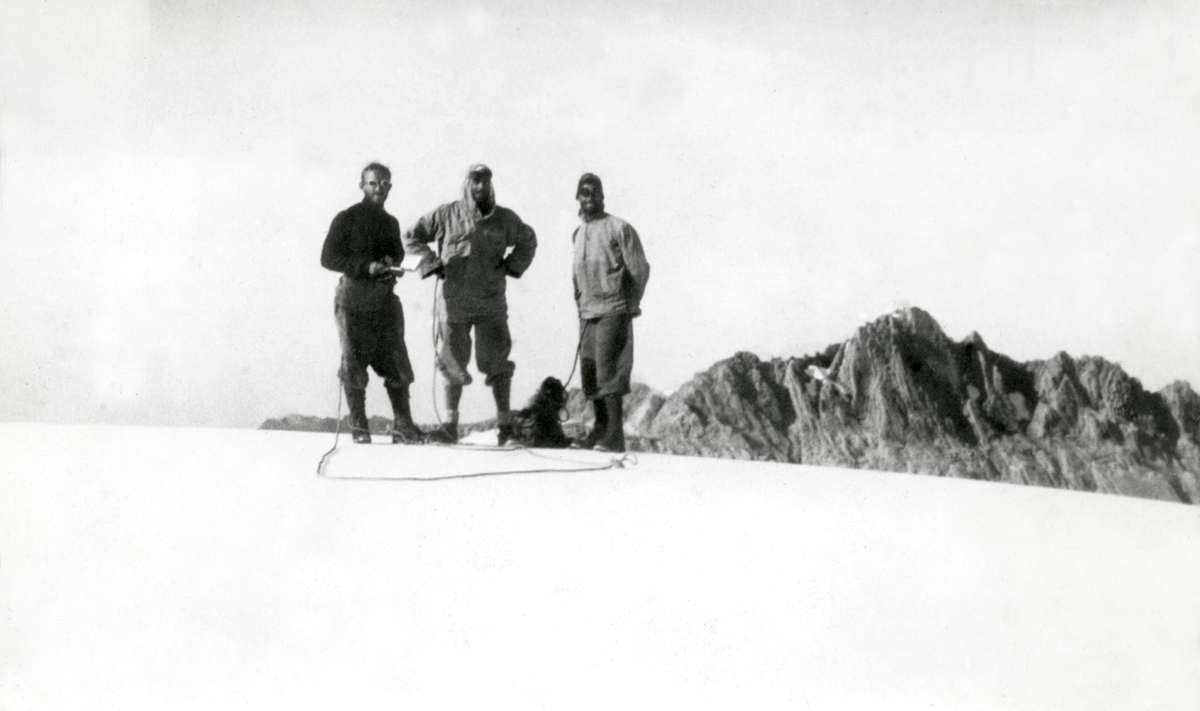
Carstensz 探险队成员在巴布亚雪山

1936年，荷兰人安东·柯林带领 Carstensz 探险队攀登巴布亚最高峰查亚峰，地质学家让·雅克·多齐公告发现了巨大的铜矿床，后来名为矿石山和 Ertsberg。第二次世界大战使这份报告埋没。1963年，自由港硫磺公司发现了这份报告，派出探险队。他们发现矿床的巨大潜力，与时任独裁总统苏哈托治下的政府签署了第一份合同，当时苏哈托刚刚通过了1967年有关外国投资的第1号法律。福布斯·威尔逊后来成为印度尼西亚自由港的总裁。1970年，矿井开始开采，Amungme 人搬迁到另一个地区。自由港还建设了配套基础设施，有Kamoro 部落地区的 Amamapare 港和1995年的 Kuala Kencana 定居点。随后该公司在腾巴加普拉开设了一座含金的新矿，即位于格拉斯伯格矿场，并于1991年签署了第二份合同。

## 建省提案

### 新秩序期间
自总督布西里·苏里奥维诺托统治以来，分裂巴布亚省（原名伊里安查亚省）的努力一直存在。苏哈托鼓励划分伊里安查亚省以增加伊里安查亚在中央立法机构的代表力和促进该地区的发展。1982年的地方政府发展研讨会上提出了扩大。1984年，苏哈托批准将伊里安查亚划分为三个助省（assistant governorate）。

### 1999年和2003年扩建

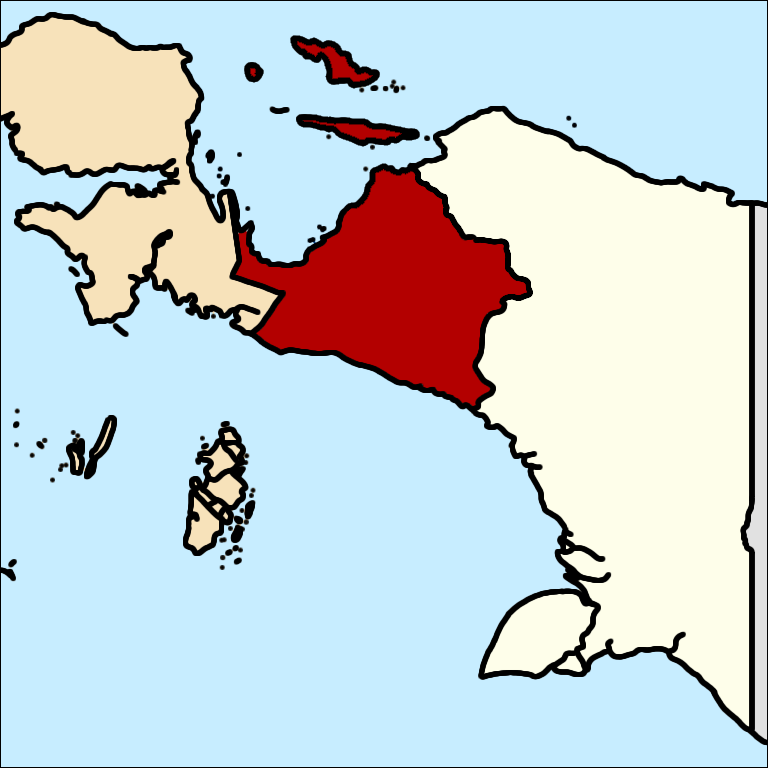
根据 1999 年和 2003 年提案绘制的中巴布亚省地图。从地图上可以看出，当时拟将比亚克岛和亚彭群岛，以及巴布亚大陆的沃彭县划入该省

经过几年的拖延，总统B·J·哈比比批准了伊里安查亚省的划分。根据1999年10月4日颁布的第45号法律，伊里安查亚省分为伊里安查亚省、西伊里安查亚省和中伊里安查亚省。第二区前助理总督赫尔曼·莫尼姆于1999年10月12日就任中伊里安查亚省首任总督然而，伊里安查亚省的分裂遭到了伊里安查亚民主党的反对，四天后民主党单方面取消了分裂。中央政府承认伊里安查亚民主民主党做出的决定的有效性，并撤回了该法律。
2000年，伊里安查亚更名为巴布亚。2003 年 8 月 23 日，Andreas Anggaibak（米米卡 DPRD 主席）、 Jacobus Muyapa（帕尼艾 DPRD 主席）和 Philip Wona（Yapen Waropen 摄政）宣布成立中巴布亚省。人群分为两派分别支持和反对中巴布亚省分裂，他们之间发生冲突。中央政府在8月28日发布推迟分裂该省的决定。第二天，两党和解。战斗造成五人死亡和数十人受伤。

### 县扩张
独立后，今天的中巴布亚地区仍然分散在帕尼艾和法克法克之间。 1966年，帕尼艾的首府从内陆的埃纳罗塔利迁至沿海的纳比雷，因为海上交通便利，使其成为通往其他内陆地区的门户，具有重要的战略意义。随后，根据1996年第52号政府条例，以纳比雷为首府的帕尼艾县更名为纳比雷县，随后又成立了以埃纳罗塔利为首府的帕尼艾县和以穆利亚为首府的 Puncak Jaya 县。此外，1999年第45号法律颁布了进一步扩张，这也导致米米卡县从法克法克县分裂出来，以蒂米卡为首府。区域自治法颁布后，县和市数量迅速增加。2008年，中巴布亚地区从4个县增到8个。东帕尼艾县划分为因潭查亚县，蒂吉湖周围的帕尼艾县划分为德亚伊县，纳比雷县南部划分为多吉亚伊县，最后 Puncak Jaya 县西部地区划分为 Puncak 县。

### 首府辩论

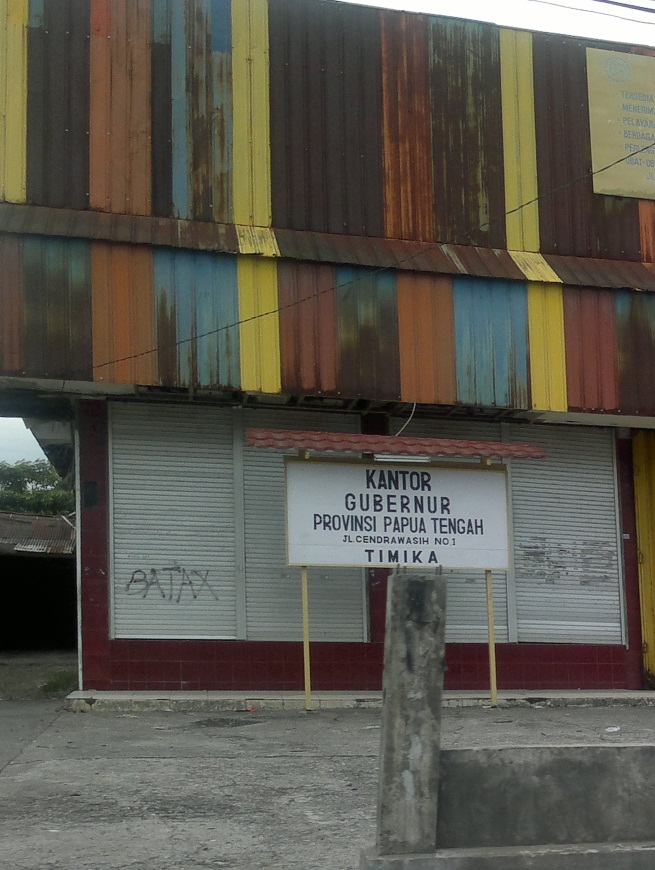
蒂米卡中部巴布亚省原规划省长大楼

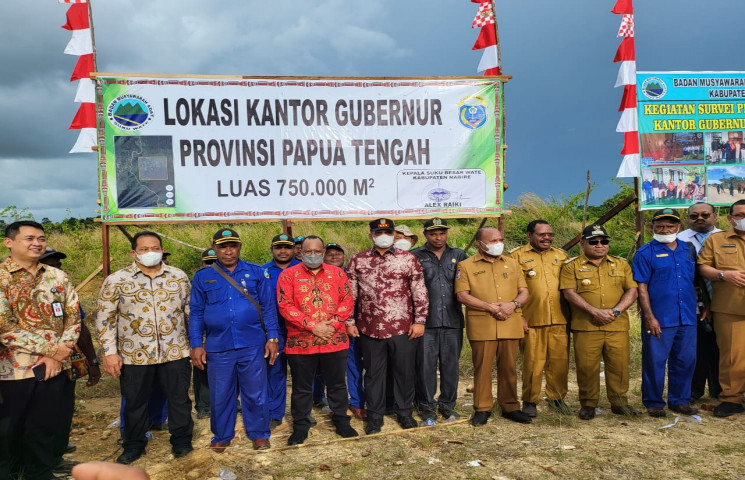
位于 Wangger 的新政府办公室

巴布亚7个区的摄政在2019年11月1日的信中签署了支持中巴布亚分裂。米米卡县和 Puncak 县选择蒂米卡作为首府，而纳比雷县、多吉亚伊县、德亚伊县、帕尼艾县、因潭查亚县和Puncak Jaya 县6个县则希望将首府设在纳比雷县。米米卡区的设施被认为更适合成为中巴布亚省的首府，而纳比雷更容易通过其他几个地区的公路到达；最后，DOB 法案工作委员会确定纳比雷摄政为中巴布亚省的首府。
2022年6月30日创省的法案通过后，首府争议使蒂米卡发生大规模示威活动。当地人认为省会应该设在蒂米卡而不是纳比雷，蒂米卡和自由港麦克莫兰公司对该省的经济做出大贡献。过去20年当地人支持建立中巴布亚省的努力始终以蒂米卡为首都，而不是纳比雷。如政府不加回应他们将会关闭自由港矿场。与蒂米卡相比，纳比雷的巴布亚土著人占比更高。此外，该地区的6个县中的纳比雷县、多吉亚县、德亚伊县、帕尼艾县、因潭查亚县和 Puncak Jaya 县，更倾向于将纳比雷县作为首府，因为这里的道路交通更加便利。牧师描述了纳比雷和蒂米卡居民之间关于新省会位置的社会冲突。 GKI 巴布亚地区教会议会代表 Dora Balubun 认为，新省份的创建带来了危险的副作用。
2022年7月29日，印尼总统佐科·维多多批准设立中巴布亚省的2022年第15号法律，作为该省设立的基础。Wate 部落社区全力支持将首都设在纳比雷，使用位于纳比雷县 Wangger 区 Karadiri 二号村的额外300公顷土地，作为巴布亚中部省的中央政府设施（Praspem）。中巴布亚省政府计划在 Wangger 建设一座新机场。机场项目2019年至2021年在建，惟资金缺乏而断工。

## 人口

### 族裔
纳比雷居住着属于 Saireri 习惯领地的沿海部落 Yaur 人、Wate 人、Mora 人 、Umari 人、Goa 人和 Yerisiam 人以及 Mee Pago 习惯领地的山区部落 Moi 人、Mee 人和 Auye (Napan) 人。中部的帕尼艾湖周围地区，还居住着Moni 人和 Wolani 人。Amungme 人 、Damalme 人 、Wano 人住在东部的查亚维查亚山脉，还有可以在邻近的巴布亚高地省份的 Dani 人、Lani 人和 Dauwa 人。中巴布亚南部是多沼泽的米米卡县，居住着 Kamoro 人和 Sempan 人。

### 宗教
68.59%的人信新教，19.01%的人信天主教，12.26%的人信伊斯兰教。还有0.07%的人信印度教，0.03%的人信佛教，0.04%的人信其他宗教。在印度尼西亚，无神论是非法的。

## 政治

### 行政区划
现在构成中巴布亚的地区最初由米米卡县、纳比雷县、帕尼艾县和 Puncak Jaya 县组成。2008年1月4日成立了两个新的县，德吉艾县从纳比雷县析出，Puncak 县从 Puncak Jaya 县析出。2008年10月29日形成德亚伊县和因潭查亚县，均析自帕尼艾县。新省由无行政城市的八个县组成，列出了2010年和2020年人口普查的面积和人口以及截2022年中期的官方估计。县首府和每个县内的区（kecamatan）列表。
| 县   | 县             | 首府       | 区 | 区域 平方公里 | 人口 2010年 | 人口 2020年 | 人口 2022年 | 人类发展指数 2020年 |
| ---- | -------------- | ---------- | --- | ------------- | ----------- | ----------- | ----------- | ------------------- |
| 1    | 德亚伊县       | Waghete    | Bowobado Kapiraya Tigi (Waghete) Tigi Barat Tigi Timur | 2,846.41      | 62,119      | 99,091      | 102,168     | 0.495（Low）        |
| 2    | 道吉亚伊县     | Kigamani   | Dogiyai Kamu (Kigimani) Kamu Selatan Kamu Timur Kamu Utara Mapia Mapia Barat Mapia Tengah Piyaiye Sukikai Selatan | 3,792.93      | 84,230      | 116,206     | 119,815     | 0.548（Low）        |
| 3    | 因潭查亚县     | Sugapa     | Agisiga Biandoga Hitadipa Homeyo Sugapa Tomosiga Ugimba Wandai | 5,334.45      | 40,490      | 135,043     | 139,236     | 0.478（Low）        |
| 4    | 米米卡县       | 蒂米卡     | Agimuga Alama Amar Hoya Iwaka Jila Jita Kuala Kencana Kwamki Narama Mimika Barat Mimika Barat Jauh Mimika Barat Tengah Mimika Baru (Timika) Mimika Tengah Mimika Timur Mimika Timur Jauh Tembagapura Wania           | 18,298.95     | 182,001     | 311,969     | 321,657     | 0.742（High）       |
| 5    | 纳比雷县       | 纳比雷     | Dipa Makimi Menou Moora Nabire Nabire Barat Napan Siriwo Teluk Kimi Teluk Umar Uwapa Wanggar Wapoga Yaro Yaur | 11,806.09     | 129,893     | 169,136     | 173,043     | 0.688 （Medium）    |
| 6    | 帕尼艾县       | 埃纳罗塔利 | Aradide Aweida Baya Biru Bibida Bogabaida Deiyai Miyo Dogomo Dumadama Ekadide Kebo Muye Nakama Paniai Barat Paniai Timur (Enarotali) Pugo Dagi Siriwo Teluk Deya Topiyai Wegee Bino Wegee Muka Yagai Yatamo Youtadi  | 5,306.87      | 153,432     | 220,410     | 227,254     | 0.563 （Medium）    |
| 7    | Puncak 县      | 伊拉加     | Agandugume Amungkalpia Beoga Beoga Barat Beoga Timur Bina Dervos Doufo Erelmakawia Gome Gome Utara Ilaga Ilaga Utara Kembru Lambewi Mabugi Mage'abume Ogamanim Omukia Oneri Pogoma Sinak Sinak Barat Wangbe Yugumuak | 7,701.03      | 93,218      | 114,741     | 116,279     | 0.430（Low）        |
| 8    | Puncak Jaya 县 | Mulia      | Dagai Dokome Fawi Gubume Gurage Ilamburawi Ilu Irimuli Kalome Kiyage Lumo Mewoluk Molanikime Muara Mulia Nioga Nume Pagaleme Taganombak Tingginambut Torere Waegi Wanwi Yambi Yamo Yamoneri                          | 5,986.19      | 101,148     | 224,527     | 231,499     | 0.484（Low）        |
| 总计 | 总计           | 总计       | 总计 | 61,072.92     | 846,531     | 1,391,123   | 1,430,951   |                     |